# Porca vacca
Porca vacca è un film del 1982 diretto da Pasquale Festa Campanile, ambientato durante la prima guerra mondiale.

## Trama
Durante la prima guerra mondiale un tale Barbisetti, mediocre artista di varietà conosciuto come "Primo Baffo", tenta invano di farsi riformare per evitare il servizio di leva e di partire cosí per il fronte. Durante il conflitto ha modo di conoscere due contadini, Tomo Secondo e Marianna, dediti a truffe e imbrogli, i quali lo raggirano più volte, con il quale stringeranno un legame fatto di alti e bassi.